# كيث ماكوبويا
كيث ماكوبويا (26 يناير 1993 بسانت كاثرينز في كندا - ) هو لاعب كرة قدم كندي في مركز الهجوم. لعب مع نادي تورونتو وNiagara United ‏.

## وصلات خارجية
- كيث ماكوبويا على موقع الدوري الأمريكي (الإنجليزية)
- كيث ماكوبويا على موقع قاعدة بيانات كرة القدم.إي يو (الإنجليزية)